# Skulpturenpark Magdeburg

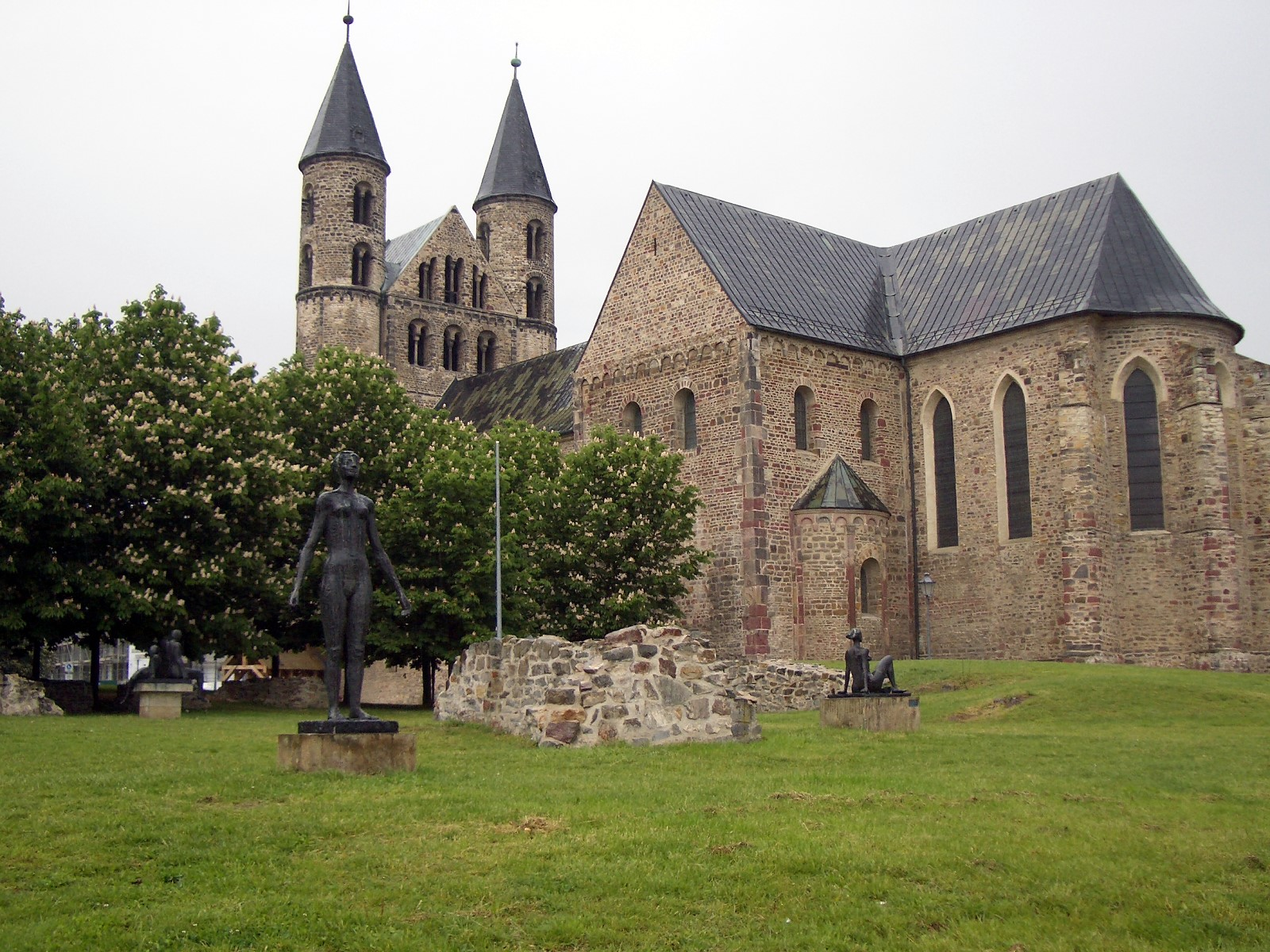
Blick in den Skulpturenpark

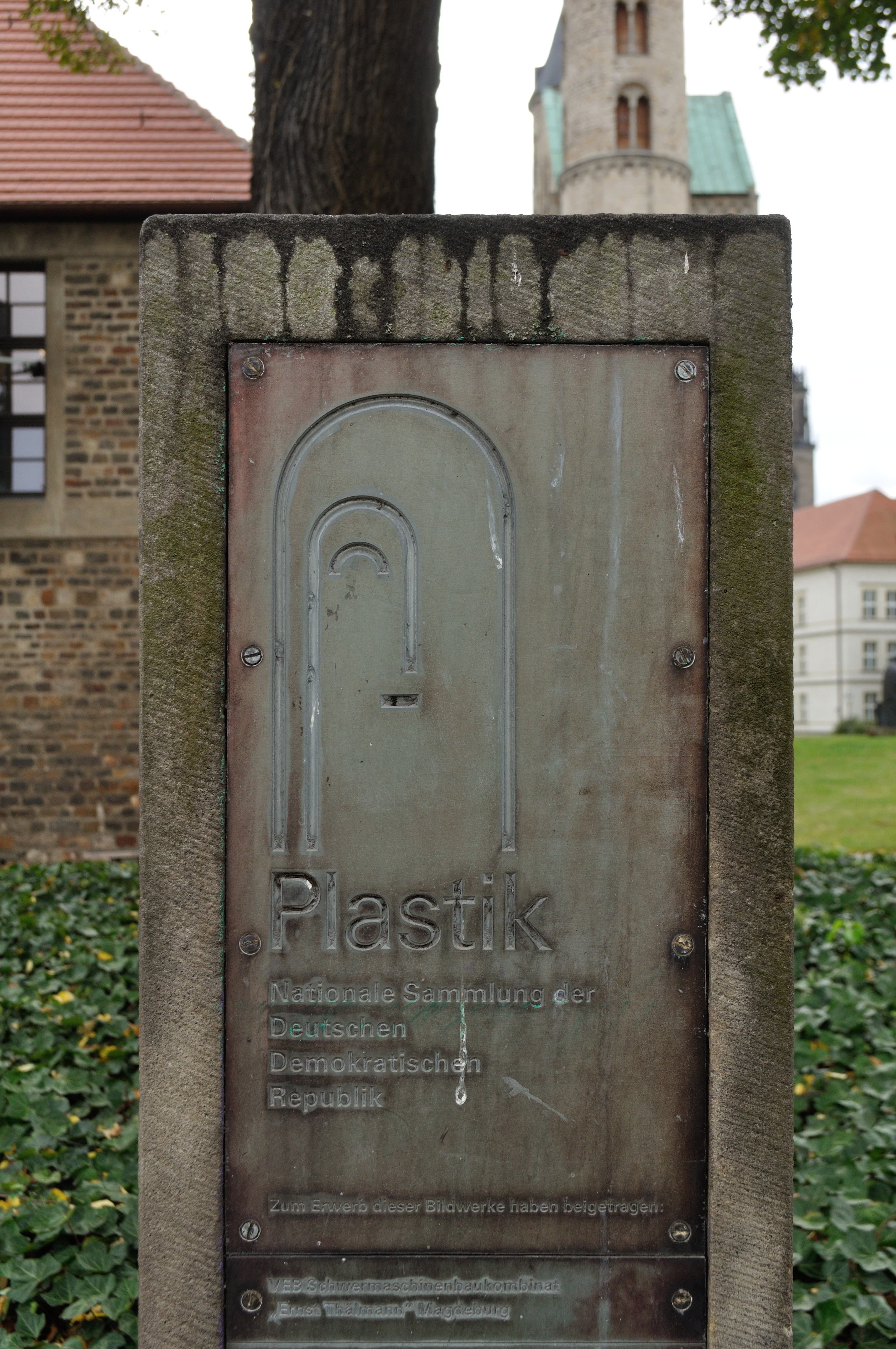
Tafel zum Skulpturenpark

Der Skulpturenpark Magdeburg ist eine Sammlung von Skulpturen des Kunstmuseums Kloster Unser Lieben Frauen Magdeburg in der Magdeburger Altstadt.

## Anlage
Die Anlage befindet sich im Umfeld des Klosters Unser Lieben Frauen. Der Skulpturenpark entstand im Jahr 1989 bei gleichzeitiger Umbenennung der vom Museum geführten Nationalen Sammlung Kleinplastik der DDR in Nationale Sammlung Plastik der DDR. Während man sich zunächst auf das nähere Klosterumfeld beschränkte stehen Skulpturen heute auch im Bereich nördlich des Hundertwasserhauses, am Ufer der Elbe, im Bereich des Elbebahnhofs bis hin zur Hubbrücke Magdeburg und im unbebauten Bereich nördlich der Klosteranlage. Die im Park gezeigten Skulpturen wurden seit 1989 fortlaufend um weitere Werke ergänzt, so dass die zeitgenössische Kunst in ihrer Vielfalt vertreten ist. Insgesamt werden etwa 40 Arbeiten verschiedener Künstler und Künstlerinnen gezeigt.

## Werke (Auswahl)
Link zu einem Kartenansichtstool, um Koordinaten zu setzen.
| Bild                                    | Objekt                                                             | Lage                                                                                      | Beschreibung | Erbaut                 | Künstler                                        |
| --------------------------------------- | ------------------------------------------------------------------ | ----------------------------------------------------------------------------------------- | --- | ---------------------- | ----------------------------------------------- |
| weitere Bilder \| Fotos hochladen       | Käthe Kollwitz Wikidata                                            | (52° 7′ 39″ N, 11° 38′ 12″ O)                                                             | Nachguss der Plastik aus Berlin                                                                                      | 1988                   | Gustav Seitz                                    |
| weitere Bilder \| Fotos hochladen       | Aufsteigender Wikidata                                             | (52° 7′ 35″ N, 11° 38′ 15″ O)                                                             | Zweitguss einer Bronzeplastik, die vor den Vereinten Nationen                                                        | 1966/67                | Fritz Cremer                                    |
| weitere Bilder \| Fotos hochladen       | Schwimmerin Wikidata                                               | (52° 7′ 36″ N, 11° 38′ 15″ O)                                                             | Bronzeplastik | 1969                   | Jenny Mucchi-Wiegmann                           |
| Fotos hochladen                         | Inborn Power Wikidata                                              | im östlichen Teil des Skulpturenparks am Erhard-Hübner-Platz (52° 7′ 38″ N, 11° 38′ 7″ O) | Plastik | 1970                   | René Graetz                                     |
| weitere Bilder \| Fotos hochladen       | Große Neeberger Figur Wikidata                                     | (52° 7′ 36″ N, 11° 38′ 12″ O)                                                             | 3,18 Meter Hohe Bronzeplastik, Zweitguss existiert im Schlosspark Altenburg                                          | 1971 bis 1974 und 1997 | Wieland Förster                                 |
| Fotos hochladen                         | Vertschaupet II Wikidata                                           | (52° 7′ 39″ N, 11° 38′ 5″ O)                                                              | aus Sphäroguss und Stahl. 1,51 Meter hoch und 3,87 Meter lang. besteht aus acht an Strichmännchen erinnernde Figuren | 1979/1980              | Schang Hutter                                   |
| weitere Bilder \| Fotos hochladen       | Stehende und Ruhende Gruppe Wikidata                               | (52° 7′ 40″ N, 11° 38′ 16″ O)                                                             | zwei nebeneinander angeordnete Figurengruppen aus Bronze                                                             | 1979/85                | Sabina Grzimek                                  |
| Fotos hochladen                         | Endzeit Wikidata                                                   | auf dem Erhard-Hübener-Platz (52° 7′ 39″ N, 11° 38′ 4″ O)                                 | | 1983                   | Helmut Lander                                   |
| Fotos hochladen                         | Werra und Saale                                                    | (52° 7′ 36″ N, 11° 38′ 14″ O)                                                             | | 1986                   | Werner Stötzer                                  |
| weitere Bilder \| Fotos hochladen       | Der Morgen (Madonna) Wikidata                                      | (52° 7′ 40″ N, 11° 38′ 17″ O)                                                             | Bronzeplastik | 1987                   | Anna Franziska Schwarzbach                      |
| Fotos hochladen                         | Lebensgröße Magdeburg                                              | (52° 7′ 40″ N, 11° 38′ 15″ O)                                                             | | 1995                   | Heinz Breloh                                    |
| Fotos hochladen                         | Kunstblick                                                         | (52° 7′ 35″ N, 11° 38′ 15″ O)                                                             | | 1996/1999              | Dagmar Schmidt                                  |
| weitere Bilder \| Fotos hochladen       | Skulptur Gewächshaus Wikidata                                      | (52° 7′ 36″ N, 11° 38′ 14″ O)                                                             | 2013 abgebaut | 1996/2005              | Johanna Bartl, Wieland Krause und Olaf Wegewitz |
| Fotos hochladen                         | Chrysalis Wikidata                                                 | (52° 7′ 37″ N, 11° 38′ 16″ O)                                                             | Plastik auf Bronze und Messing                                                                                       | 1996/2006              | Ian Hamilton Finlay                             |
| weitere Bilder \| Fotos hochladen       | Die heilige Mechthild von Magdeburg Wikidata                       | (52° 7′ 33″ N, 11° 38′ 17″ O)                                                             | Figur der Mechthild von Magdeburg                                                                                    | 2007/2008              | Susan Turcot                                    |
| Fotos hochladen                         | Variante für einen Säulenwald                                      | ()                                                                                        | | 2022                   | Ute Lohse                                       |
| Direkt Bild zu diesem Denkmal hochladen | Liegende                                                           | ()                                                                                        | | 1930                   | Heinrich Drake                                  |
| weitere Bilder \| Fotos hochladen       | Raum - Zeit - Materie Wikidata                                     | vor dem Landtagsgebäude (52° 7′ 36″ N, 11° 38′ 10″ O)                                     | besteht aus drei Bronzefiguren                                                                                       | 1988                   | Heinrich Apel                                   |
| BW                                      | Hasensäule                                                         | (52° 7′ 35″ N, 11° 38′ 12″ O)                                                             | | 1976                   | Peter Fritzsche                                 |
| Direkt Bild zu diesem Denkmal hochladen | Denkmal für Spanienkämpfer                                         | ()                                                                                        | | 1968                   | Siegfried Krepp                                 |
| weitere Bilder \| Fotos hochladen       | Albertus Magnus Wikidata                                           | ()                                                                                        | dargestellt ist Albertus Magnus                                                                                      | 1985                   | Heinrich Apel                                   |
| Direkt Bild zu diesem Denkmal hochladen | Die Trauernde Magdeburg                                            | ()                                                                                        | | 1906                   | Ernst Rietschel, Adolf Donndorf                 |
| Fotos hochladen                         | Großer Schreitender Mann                                           | ()                                                                                        | Bronzefigur | 1969                   | Wieland Förster                                 |
| weitere Bilder \| Fotos hochladen       | Das Jahr '65 Wikidata                                              | (52° 7′ 36″ N, 11° 38′ 15″ O)                                                             | | 1965                   | Jenny Mucchi-Wiegmann                           |
| BW                                      | Große Stehende                                                     | (52° 7′ 37″ N, 11° 38′ 14″ O)                                                             | | 1966                   | Wieland Förster                                 |
| Direkt Bild zu diesem Denkmal hochladen | Euergetes II                                                       | ()                                                                                        | | 1980                   | Bernd Göbel                                     |
| BW                                      | Liegende                                                           | (52° 7′ 35″ N, 11° 38′ 13″ O)                                                             | | 1987                   | Johann-Peter Hinz                               |
| BW                                      | Vogel                                                              | (52° 7′ 35″ N, 11° 38′ 14″ O)                                                             | | 1986                   | Johann-Peter Hinz                               |
| BW                                      | Jaguar                                                             | (52° 7′ 40″ N, 11° 38′ 13″ O)                                                             | | 1939                   | Heinrich Drake                                  |
| BW                                      | Freiheitskämpfer                                                   | (52° 7′ 36″ N, 11° 38′ 17″ O)                                                             | | 1947                   | Fritz Cremer                                    |
| BW                                      | Mutter Erde                                                        | (52° 7′ 36″ N, 11° 38′ 16″ O)                                                             | | 1951                   | Fritz Cremer                                    |
| BW                                      | Sitzendes Mädchen                                                  | (52° 7′ 35″ N, 11° 38′ 14″ O)                                                             | | 1958                   | Werner Stötzer                                  |
| BW                                      | Junge Frau                                                         | (52° 7′ 36″ N, 11° 38′ 13″ O)                                                             | | 1968                   | Margret Middell                                 |
| BW                                      | Erich Arendt                                                       | (52° 7′ 37″ N, 11° 38′ 13″ O)                                                             | | 1968                   | Wieland Förster                                 |
| Fotos hochladen                         | Stehender Knabe Wikidata                                           | (52° 7′ 37″ N, 11° 38′ 15″ O)                                                             | | 1970                   | Sabina Grzimek                                  |
| BW                                      | Große Sitzende                                                     | (52° 7′ 37″ N, 11° 38′ 16″ O)                                                             | | 1971                   | Margret Middell                                 |
| Direkt Bild zu diesem Denkmal hochladen | Ringer                                                             | ()                                                                                        | | 1973                   | Jo Jastram                                      |
| BW                                      | Liebespaar                                                         | (52° 7′ 49″ N, 11° 38′ 26″ O)                                                             | | 1974                   | Christa Sammler                                 |
| Direkt Bild zu diesem Denkmal hochladen | Junger Sportler (Liegender Knabe)                                  | ()                                                                                        | | 1974                   | Wilfried Fitzenreiter                           |
| Fotos hochladen                         | Mutter und Kind                                                    | ()                                                                                        | | 1974                   | Theo Balden                                     |
| Direkt Bild zu diesem Denkmal hochladen | Entwicklungsgeschichte der Menschheit                              | ()                                                                                        | | 1977                   | Jo Jastram                                      |
| BW                                      | Andreas                                                            | (52° 7′ 40″ N, 11° 38′ 15″ O)                                                             | | 1976                   | Emerita Pansowová                               |
| Direkt Bild zu diesem Denkmal hochladen | "Steige auf, mit mir zum Leben zu erwachen, Bruder" (Pablo Neruda) | ()                                                                                        | | 1976                   | Claus-Lutz Gaedicke                             |
| BW                                      | Schreitende                                                        | (52° 7′ 40″ N, 11° 38′ 17″ O)                                                             | | 1980                   | Emerita Pansowová                               |
| Fotos hochladen                         | Mutter und Kind                                                    | (52° 7′ 40″ N, 11° 38′ 15″ O)                                                             | | 1981                   | Sabina Grzimek                                  |
| weitere Bilder \| Fotos hochladen       | Mutter und Kind Wikidata                                           | ()                                                                                        | | 1982                   | Heinrich Apel                                   |
| BW                                      | Gekreuzigter                                                       | (52° 7′ 51″ N, 11° 38′ 33″ O)                                                             | | 1979                   | Fritz Cremer                                    |
| Direkt Bild zu diesem Denkmal hochladen | Verschauptet                                                       | ()                                                                                        | | 1980                   | Schang Hutter                                   |
| Direkt Bild zu diesem Denkmal hochladen | Zweiteiliger Torso einer Ruhenden                                  | ()                                                                                        | | 1980                   | Peter Kern                                      |
| BW                                      | Europa                                                             | (52° 7′ 33″ N, 11° 38′ 19″ O)                                                             | | 1982                   | Lutz Holland                                    |
| BW                                      | Auferstehender / Sich vom Kreuz Lösender                           | (52° 7′ 37″ N, 11° 38′ 16″ O)                                                             | | 1983                   | Fritz Cremer                                    |
| BW                                      | Stehender                                                          | (52° 7′ 31″ N, 11° 38′ 17″ O)                                                             | | 1986                   | Wilfried Schröder                               |
| Direkt Bild zu diesem Denkmal hochladen | Schreitender                                                       | ()                                                                                        | | 1987                   | Wilfried Fitzenreiter                           |
| Direkt Bild zu diesem Denkmal hochladen | Liegende III                                                       | ()                                                                                        | | 1987                   | Sonja Eschefeld                                 |
| BW                                      | Große Strandfigur                                                  | (52° 7′ 43″ N, 11° 38′ 19″ O)                                                             | | 1989                   | Friedrich B. Henkel                             |
| Direkt Bild zu diesem Denkmal hochladen | Biesenthaler Landschaftsfigur II                                   | ()                                                                                        | | 1989                   | Friedrich B. Henkel                             |
| Direkt Bild zu diesem Denkmal hochladen | Zeitzähler                                                         | ()                                                                                        | | 2007/2008              | Gloria Friedmann                                |
| BW                                      | Island of Dolls                                                    | (52° 7′ 39″ N, 11° 38′ 12″ O)                                                             | | 2017                   | Alicia Paz                                      |
| BW                                      | For other People and other Works                                   | (52° 7′ 36″ N, 11° 38′ 13″ O)                                                             | | 2018                   | Nathan Coley                                    |
| Direkt Bild zu diesem Denkmal hochladen | Von soweit her bis hierhin/Von hier aus noch viel weiter           | ()                                                                                        | | 2007/2008              | Maurizio Nannucci                               |